# Sichuanbäckenet

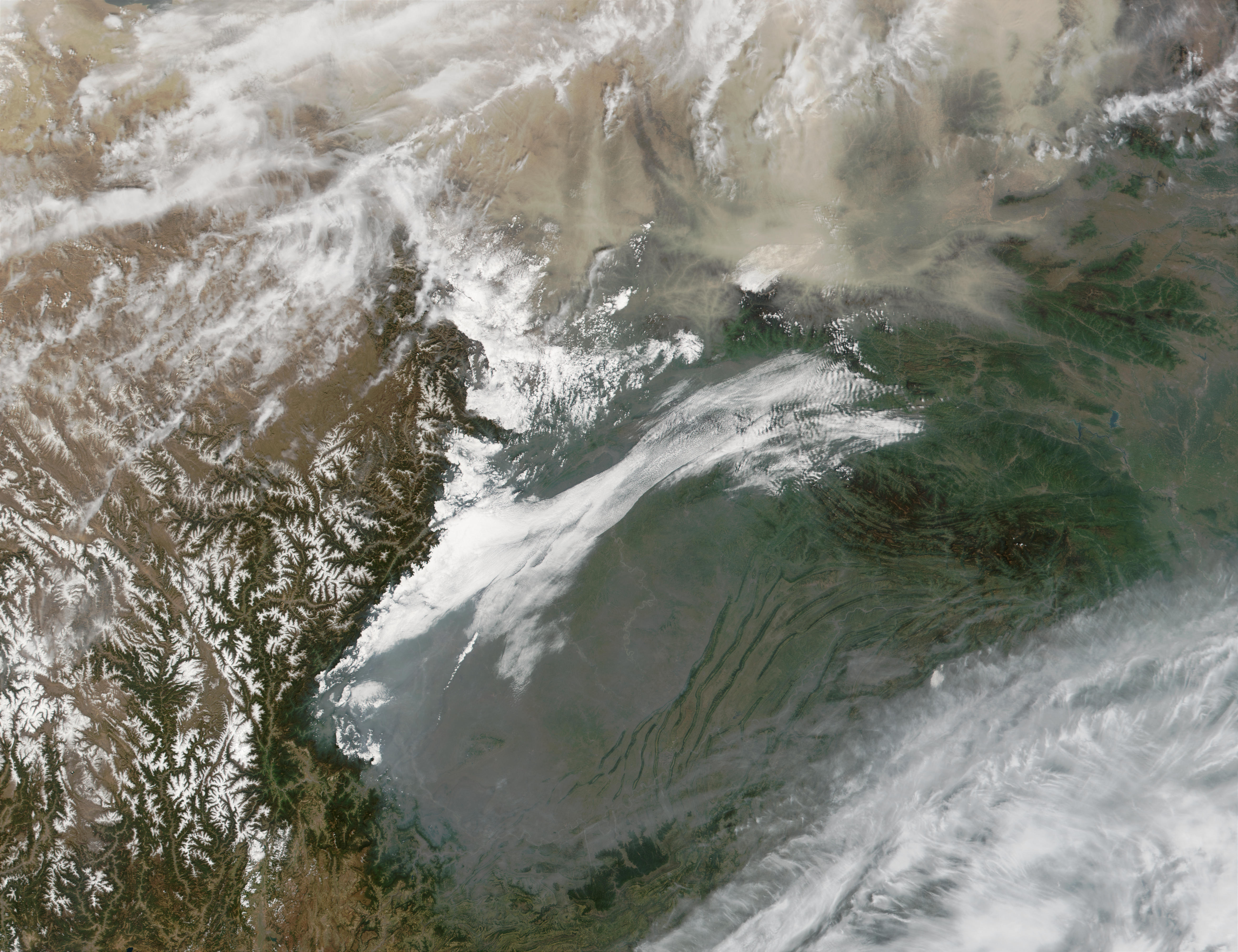
Satellitbild över Sichuanbäckenet

Sichuanbäckenet eller Röda bäckenet är ett bördigt lågland i Sichuan-provinsen i sydvästra Kina.  Området har en yta på 200 000 km² och kännetecknas av åsar av röd sandsten varför den tyske geologen Ferdinand von Richthofen kallat det för de "Röda bäckenet". 

## Geografi
Sichuanbäckenet är utomordentligt bördigt, det gäller särskilt gäller detta om de av Minfloden vattnade slätterna kring Chengdu som har en hög befolkningskoncentration. Sichuans huvudflod är Yangtzefloden,
som under olika namn flyter genom västra och södra delarna av landet och är segelbar för större fartyg hit upp (till Chongqing).
I Sichuanbäckenet är även bergen odlade i terrasser, potatis går ända till 2 500-3 000 m. ö. h. Ris är här huvudväxten överallt, där vatten finns, därnäst olika sädesslag, socker, te, tobak, mullbärsträd och många industriväxter. De vilda däggdjuren har alldeles försvunnit ur "röda bäckenet", medan fågelfaunan är rik, fasaner och andra hönsfåglar, papegojor jämte sångfåglar (bl. a. den kinesiska näktergalen) förekommer talrikt.

### Geologi
Sichuanbäckenet bildades för drygt 200 miljoner år sedan, under trias, då Yangtzeplattan, en mindre litosfärplatta, gick ihop med dåvarande Nordkinesiska plattan. Yangtzeplattan är väldigt styv och området urskiljer sig gentemot omgivande områden genom sin låga seismiska aktivitet.